# Glaziale Rinne

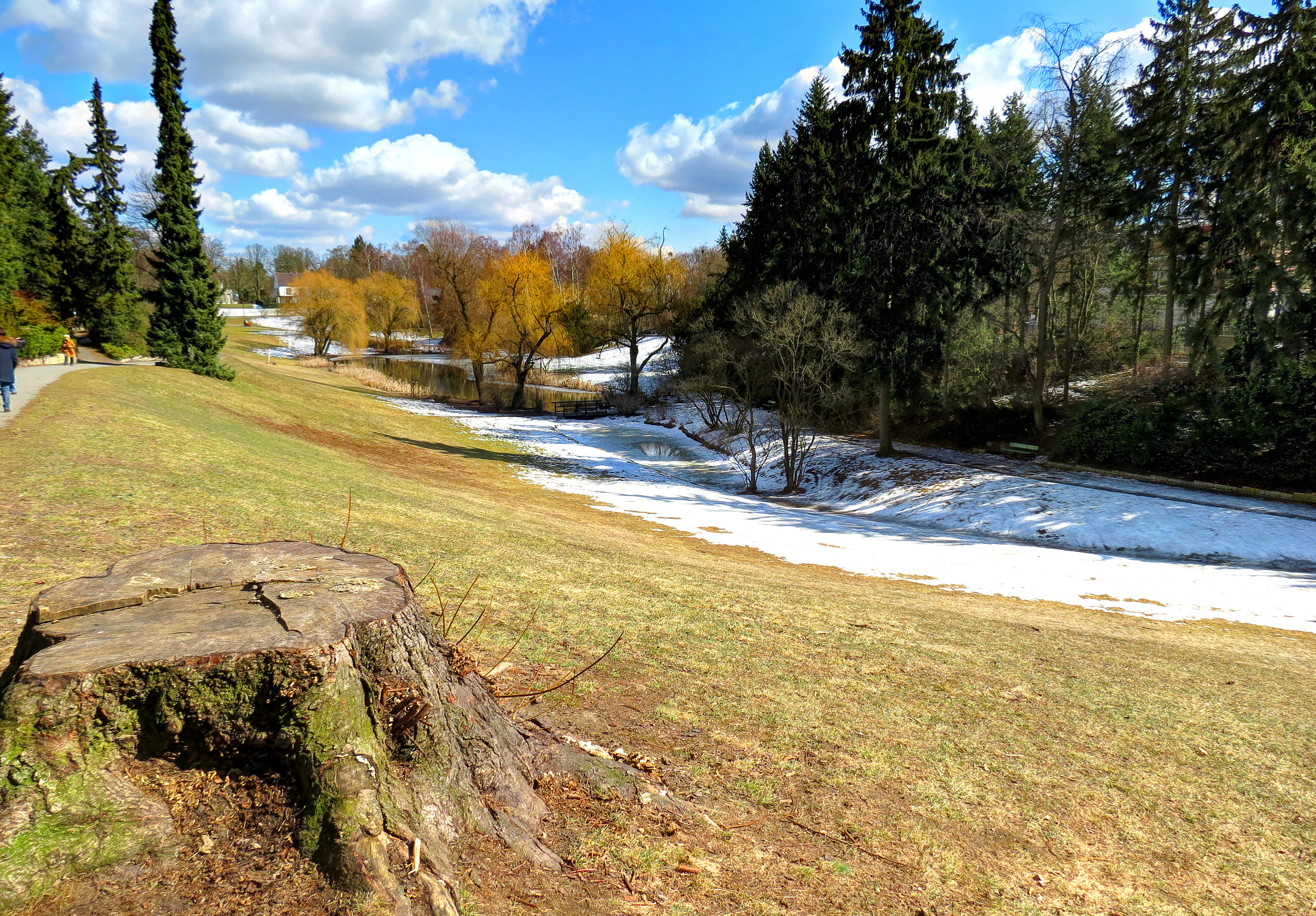
Der Thielpark in Berlin-Dahlem ist Teil mehrerer glazialer Rinnen im Südwesten Berlins, entstanden während der Weichseleiszeit

Eine glaziale Rinne oder ein Tunneltal (dänisch Tunneldal) entsteht unter dem Gletschereis durch die abtragende Wirkung der Schmelzwässer (subglaziale Rinne). In Mitteleuropa sind sie vor allem im dänischen Vereisungsgebiet verbreitet. Typischerweise sind sie Bestandteil von Grundmoränenlandschaften. Durch jüngere Überprägung (z. B. Überschüttung der Grundmoräne) finden sich glaziale Rinnen auch in Urstromtälern und Sandergebieten.

## Entstehung

Entstehung der Landschaftsformen

Glaziale Rinne des Krummen Sees bei Krummensse

Glaziale Rinnen entstehen bevorzugt dann, wenn Inlandeis, wie zum Beispiel während des Pleistozäns, gegen ansteigendes Gelände vorstößt, was eine Entwässerung, wie sie bei Talgletschern gegeben ist, behindert. Das im Eiszeitsommer auf dem Eis anfallende Schmelzwasser sucht sich über Röhren und Spalten einen Weg an die Gletscherbasis. Dem Druckgefälle folgend fließt es in Richtung Eisrand und vereinigt sich zu größeren Schmelzwasserströmen unter dem Eis. Da von der Gletscheroberfläche weiterhin Wasser nachströmt, steht das unter dem Eis fließende Wasser zumeist unter hohem Druck und kann deshalb auch bergauf fließen (System kommunizierender Röhren). Wegen des Druckes kann das Wasser beachtliche Geschwindigkeiten erreichen und eine starke erodierende Wirkung auf den Untergrund ausüben. Wenn der Untergrund aus unverfestigten Sedimenten besteht, kann innerhalb kurzer Zeit eine bedeutende Menge an Material abgetragen werden. Da der Schmelzwasserfluss im Winter gegen Null geht, schließt sich die Rinne, indem Gletschereis von oben in die Rinne gepresst wird. Diese Eisblöcke bleiben auch nach dem Abschmelzen des Gletschers als Toteis erhalten und bewahren so die Rinne vor dem Verschütten, zum Beispiel durch Schmelzwasser. Nach dem Auftauen des Toteises entsteht die typische Rinne.

## Form
Glaziale Rinnen sind langgestreckte Hohlformen. Sie sind zwischen einem und 50 km lang. Die Breite schwankt zwischen wenigen dutzend und mehreren hundert Metern (max. bis zu 2 km bei Rinnenbündelung). Teilweise erinnern die Rinnen an Mäander. Die Eintiefung in die Landschaft schwankt deutlich und liegt zwischen wenigen Metern und deutlich mehr als 50 m (z. B. Rinne des Werbellinsees). In Südwestmecklenburg sind verschüttete Rinnen mit fast 500 m Tiefe bekannt. Je nach Grundwasserstand ist der Boden der Rinne trocken, vermoort oder mit Flüssen und Seen gefüllt. Da das Eis meist aus nördlicher Richtung kam, sind die meisten glazialen Rinnen auch von Nord nach Süd ausgerichtet.

## Verbreitung von Rinnen und Rinnenseen

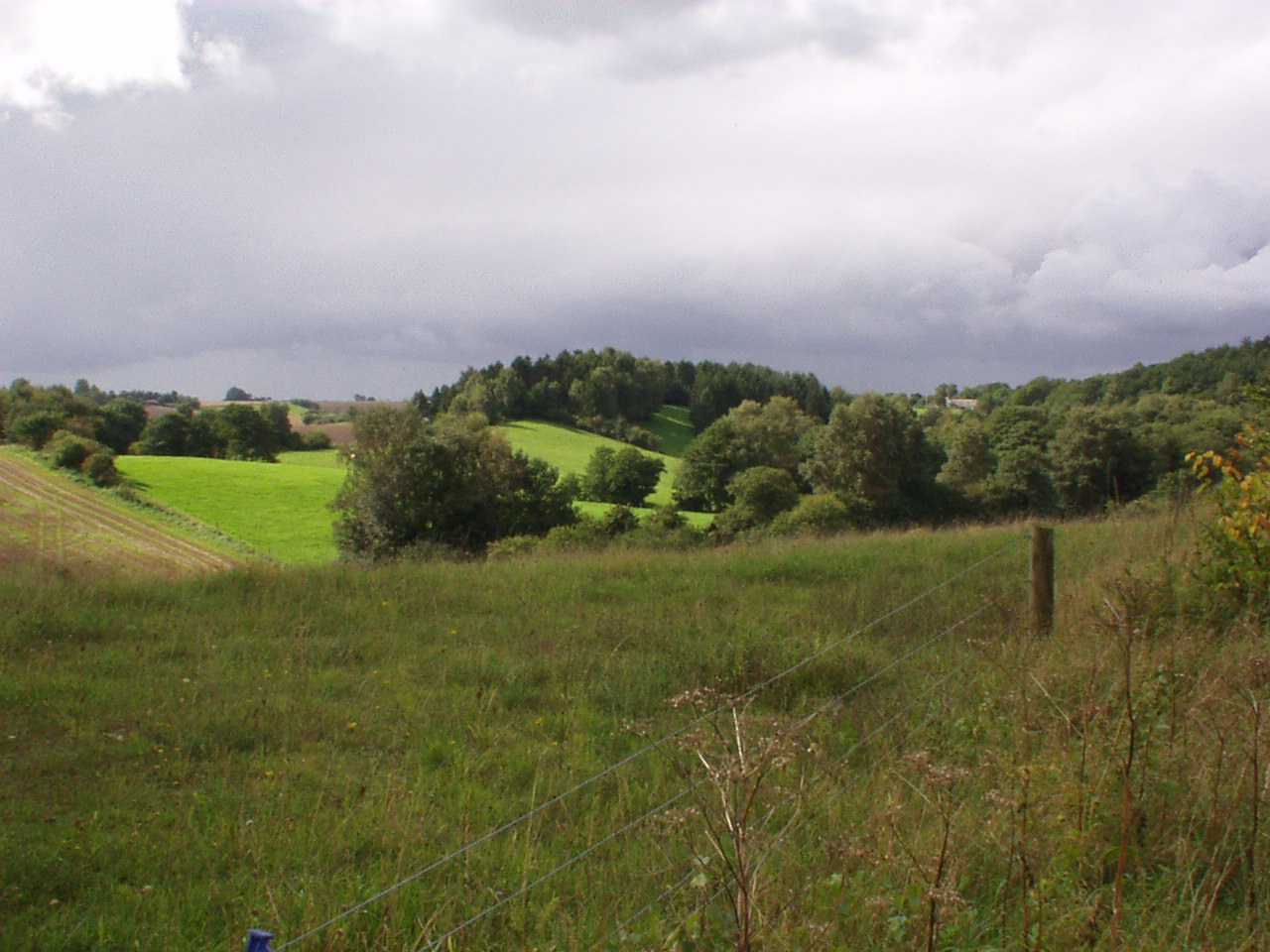
Tunneltallandschaft, bei Klokkekildebakker zwischen Farum und Slangerup, Dänemark

An der Erdoberfläche sichtbare glaziale Rinnen sind ein im nördlichen Mitteleuropa und in Dänemark weit verbreitetes Phänomen, welches im Jungmoränenland, dem Vereisungsgebiet der jüngsten, der Weichseleiszeit auftritt. Die Rinnenseen sind langgestreckt und oft auch tief.
Auch im geologischen Untergrund konnte man durch Bohrungen bzw. in den Braunkohletagebauen der Lausitz viele glaziale Rinnen aus den älteren Eiszeiten nachweisen, die verschüttet und an der Oberfläche nicht mehr nachweisbar sind.
Im Alpenvorland hingegen gibt es nur wenige glaziale Rinnen. Da sich das Alpenvorland in Bewegungsrichtung des Eises abdacht, entwässerten die Gletscher dort ohne Bildung von glazialen Rinnen.

## Beispiele

Beetzseerinne: Typischer Verlauf einer schmalen, langgestreckten, teilweise mäanderartigen glazialen Rinne

Die Beetzseerinne im westlichen Havelland erstreckt sich über eine Länge von etwa 33 Kilometer von Nordost nach Südwest. Sie ist vom Havelländischen Luch bis zur Havel in der Stadt Brandenburg nachvollziehbar. In ihr bildeten sich in der Folge mehrere Feuchtgebiete und typische, langgestreckte Seen, von denen der namensgebende Beetzsee der bedeutendste ist. Parallel zum südlichen Bereich der Beetzseerinne verläuft etwa viereinhalb Kilometer westlich die Bohnenland-Görden-Rinne. In ihr liegen der Bohnenländer See und der Gördensee. Sie hat eine Länge von etwa siebeneinhalb Kilometer. Weitere Beispiele sind:
- Schweriner See, Schmaler Luzin, Demenzsee
- Ruppiner Wasserstraße, vom Rhin durchflossen
- Havelseen in Berlin und Potsdam bis Schwielowsee, Ruppiner See
- Kyritzer Seenkette
- Langer See (Dahme), Gamengrund
- Grunewaldseenkette in Berlin, Scharmützelsee, Werbellinsee
- Schwielochsee, Schlaubetal westlich von Eisenhüttenstadt
- Ahrensburger Tunneltal, Brahmsee und Schlei in Schleswig-Holstein
- Meiendorfer Tunneltal in Hamburg
- Twente-Achterhoek-Rinne
- Münsterländer Kiessandzug